# 石丸寛
石丸 寛（いしまる ひろし、1922年2月19日 - 1998年3月23日）は、日本の指揮者、作曲家である。

## 人物
中華民国山東省青島に生まれる。六朝文化を愛した父の傍で、幼児期より音楽（ピアノ、ヴァイオリンなど）、美術（油絵）と親しむ。青島旧制中学時代には、ブラスバンド部のほか、中村八大らとバンドも結成する。1938年に帰国、東京・玉川学園中学部に転入する。コーラス部長、彫刻も学ぶ。1944年、文化学院大学部芸術科を卒業する。美術を今泉篤男、脇田和、岡鹿之助に師事した。一方で、管弦楽法と指揮法を山田一雄に師事した。第二次世界大戦のため出征、1945年に終戦で帰国（福岡市に復員）、画家としての活動を再開する。火野葦平主宰の九州文学に参加し、演劇、バレエ等の美術、音楽を担当する。
1948年、財界・九州大学OB、NHK福岡と熊本が組織していた放送管弦楽団と専属契約する。その後、これを中心に、1953年に九州交響楽団を結成、初代常任指揮者となる。福岡の音楽文化にオーケストラ、コーラスを通して大きな影響を与える。後の1995年には同楽団の音楽監督と常務理事を兼ねた。
1952年、日比谷公会堂において東京交響楽団を指揮して楽壇にデビューする。以後、ブラームスの連続演奏会などで話題となる。1954年にはヘルベルト・フォン・カラヤン初来日の際、特に選ばれてNHK交響楽団においてレッスンを受ける。
文化学院時代に画家を志したが、終戦後に音楽へ転向し、アカデミックなコンサート活動を続ける一方、日本のバーンスタインと呼ばれるほどの企画、作曲、編曲、指揮をしながらの解りやすい解説などで親しまれ、1964年には自らの企画によるTV音楽番組「題名のない音楽会」（東京12チャンネル、現・テレビ東京→NETテレビ、現・テレビ朝日）を作曲家黛敏郎、藤田敏雄らと立ち上げ、10年間指揮を務め（後に石丸が多忙となりスケジュール調整が難しくなったことや、黛の思想の右傾化もあり降板、その後はゲストとして出演している）、クラシック音楽を親しみやすいものとしての普及に努めた。
1973年から20年間続いた無料の「ゴールドブレンドコンサート」では、地方交響楽団の育成、発展のため情熱的に取り組み、質の高い演奏とレパートリーで話題になり、日本各地に多くのクラシック音楽ファンを増やしていった。そこから育ったオーケストラの多くは、ヨーロッパ、アメリカ、中国などへも演奏活動を広げるまでになっている。また、一貫して青少年のオーケストラ鑑賞にも力を注ぎ、数多くの青少年のためのコンサートを手がけ、中でも『クロネコ・ヤマト音楽宅急便おしゃべり好きなコンサート』ではレギュラーとして指揮活動を続け、全国的にクラシックのファン層を拡げた。
地域に根ざした音楽活動を提唱する石丸は、企画、そして1985年から10年間指揮をした国技館5000人の第九コンサートを機に、墨田区の音楽都市宣言や新日本フィルハーモニー交響楽団と墨田区との日本で初めての、本格的なフランチャイズ契約にも陰の力となった。この『5000人の第九』は内外で話題となり、ドイツ・ハイデルベルク、中国・北京、アメリカ・ロスアンジェルスでも好評を得、いずれも石丸が指揮をしている。
ほかにも料理番組や『日曜美術館』、トーク番組、ドラマなどへの出演と、幅広い活動で異才ぶりを発揮する一方、学生時代から国展（国画会）に連続人選（最年少入選を含む）した美術を愛し続け、指揮者となってからも東京、福岡、静岡などで個展も開催されている。また、自身のコンサートのポスター、プログラム・ブロシュアなどもデザイン、製作をした。
作曲作品に、オーケストラと合唱のための『すみだ三章』（墨田区委嘱作品）、合唱曲『風よ世界に伝えてよ』（鎌倉芸術館委嘱作品）、ソプラノと男声合唱のための組曲『新川和江の3つの詩』（委嘱作品）など。1963年から64年にかけて、全4巻の『石丸寛合唱曲全集』が全音楽譜出版社から刊行された。
著書に『それゆけオーケストラ!』（中公文庫）、『棒ふりラプソディ』（音楽之友社）など。
東京交響楽団評議員、九州交響楽団音楽監督・常務理事、文化庁国民文化祭企画委員長及び実行委員、玉川大学客員教授などを務めた。九州交響楽団永久名誉音楽監督。
1997年4月15日にがんを告白。
1998年3月23日に大腸癌で死去した。死の前年に開催された「石丸 寛・指揮生活45周年記念・東京交響楽団特別演奏会」は、それまでに癌であることを報道されていたために、文字通り命を賭けたコンサートとしてTV番組や新聞などで大きく取り上げられ、当夜の出演者、聴衆も一体となった特別なコンサートとなった（その様子はCDとして記録されている）。その後も同年の末まで、十数回のコンサートで指揮台に立っている。
一周忌（1999年）には『画家としての指揮者 – 石丸 寛 – 回顧展』が、東京・青山「BMWスクエア」、東京・墨田「すみだトリフォニーホール」、福岡・博多「福岡三越ギャラリー」で開催された。

## 主な作曲作品
- アルト・サックスと小管弦楽のための2章（1959年）
- 交響合唱組曲「すみだ三章」（作詩・構成なかにし礼、1991年）
- 三つの愛の歌
- 男声合唱のための組曲「きびだんご」
- 混声合唱組曲「子供の国」
- 男声合唱組曲「人間家族」
- 女声合唱組曲「稔り豊かに」
- 日本民謡・わらべうたによる児童・女声合唱曲集（後藤田純生編、音楽之友社）
- 福岡県立折尾高等学校校歌
- 千葉県立船橋旭高等学校校歌
- コール・ロータスの歌
- 福岡県遠賀郡遠賀町立遠賀南中学校校歌

## 主な編曲作品
- セレナード集（LP「世界の名曲シリーズ第5巻」研秀出版）
- S.C. Foster's Album
- クリスマス讃歌集（ダークダックス、1958年発売）

## 出演番組
- 音楽の世界（NHK教育）
- 中学校特別シリーズ たのしい合唱（NHK教育）
- 仲間の音楽会（NHKラジオ第1）
- キャスター（文化放送）

## 著書
- それゆけ!オーケストラ
- 棒振りラプソディ